# Yoana Palacio
Yoana Palacio Mendoza (6 ottobre 1990) è una pallavolista cubana naturalizzata azera.
Gioca nel ruolo di schiacciatrice.

## Carriera
La carriera di Yoana Palacio inizia nei tornei amatoriali cubani, finché nel 2009 entra a far parte della nazionale cubana: partecipa con la selezione nazionale ai collegiali ed in estate ai tornei internazionali, vincendo la medaglia di bronzo al campionato nordamericano 2009, poi bissata nel 2011, la medaglia d'argento ai XVI Giochi panamericani, dove viene peraltro premiata come MVP e miglior attaccante del torneo, ed un altro bronzo alla Coppa panamericana 2012.
Dopo aver abbandonato la nazionale nel 2013, inizia la carriera professionistica in Azerbaigian, dove, dopo aver ricevuto la nazionale sportiva azera, diventa nota come Yoana Mahmudova, prendendo parte alla Superliqa col Rabitə Baku nella stagione 2014-15 e vincendo lo scudetto. 

## Palmarès

### Club
- Campionato azero: 1

2014-15

### Nazionale (competizioni minori)
- Montreux Volley Masters 2010
- Montreux Volley Masters 2011
- Giochi panamericani 2011
- Coppa panamericana 2012

### Premi individuali
- 2011 - XVI Giochi panamericani: MVP
- 2011 - XVI Giochi panamericani: Miglior attaccante
- 2012 - Qualificazioni nordamericane ai Giochi della XXX Olimpiade: Miglior attaccante